# 7074 Muckea
7074 Muckea è un asteroide della fascia principale. Scoperto nel 1977, presenta un'orbita caratterizzata da un semiasse maggiore pari a 2,2094774 UA e da un'eccentricità di 0,1851956, inclinata di 3,87865° rispetto all'eclittica.